# Médaille du volontaire de guerre combattant 1940-1945
La médaille du volontaire de guerre combattant 1940-1945 est une décoration du royaume de Belgique créée par arrêté royal du 8 avril 1952 afin de récompenser les citoyens belges ou étrangers qui, de leur propre mouvement, ont contracté un engagement dans les forces armées belges pour la durée de la guerre au cours de la campagne 1940-1945. Elle peut être décernée à titre posthume.
La médaille du volontaire de guerre combattant est la même que la médaille du Volontaire de guerre, créée par arrêté royal du 7 avril 1952 mais avec une barrette de 4 mm en bronze et/ou en argent (par arrêté royal du 16 novembre 1953) sur le ruban marquée de l'inscription « Pugnator » en relief.

## Insigne
La médaille est en bronze patiné ; elle a 37 millimètres de diamètre.
Le revers porte en son centre un « lion rampant » entouré de l'inscription circulaire en latin « VOLUNTARIIS » en haut.
La médaille est suspendue par un anneau passant latéralement dans un barillet de suspension au haut de la médaille, à un ruban de soie moirée d'une largeur de 38 mm et composé de quinze bandes longitudinales larges de 2 mm alternant du rouge au bleu et de deux bandes bleues de 4 mm aux bordures.